# Coleura
Coleura és un gènere de ratpenats de la família dels embal·lonúrids.

## Taxonomia
Comprèn les següents espècies:
- Ratpenat de cua de beina africà (Coleura afra)
- Ratpenat de cua de beina de les Seychelles (Coleura seychellensis)
- C. kibomalandy